# Gongorisme

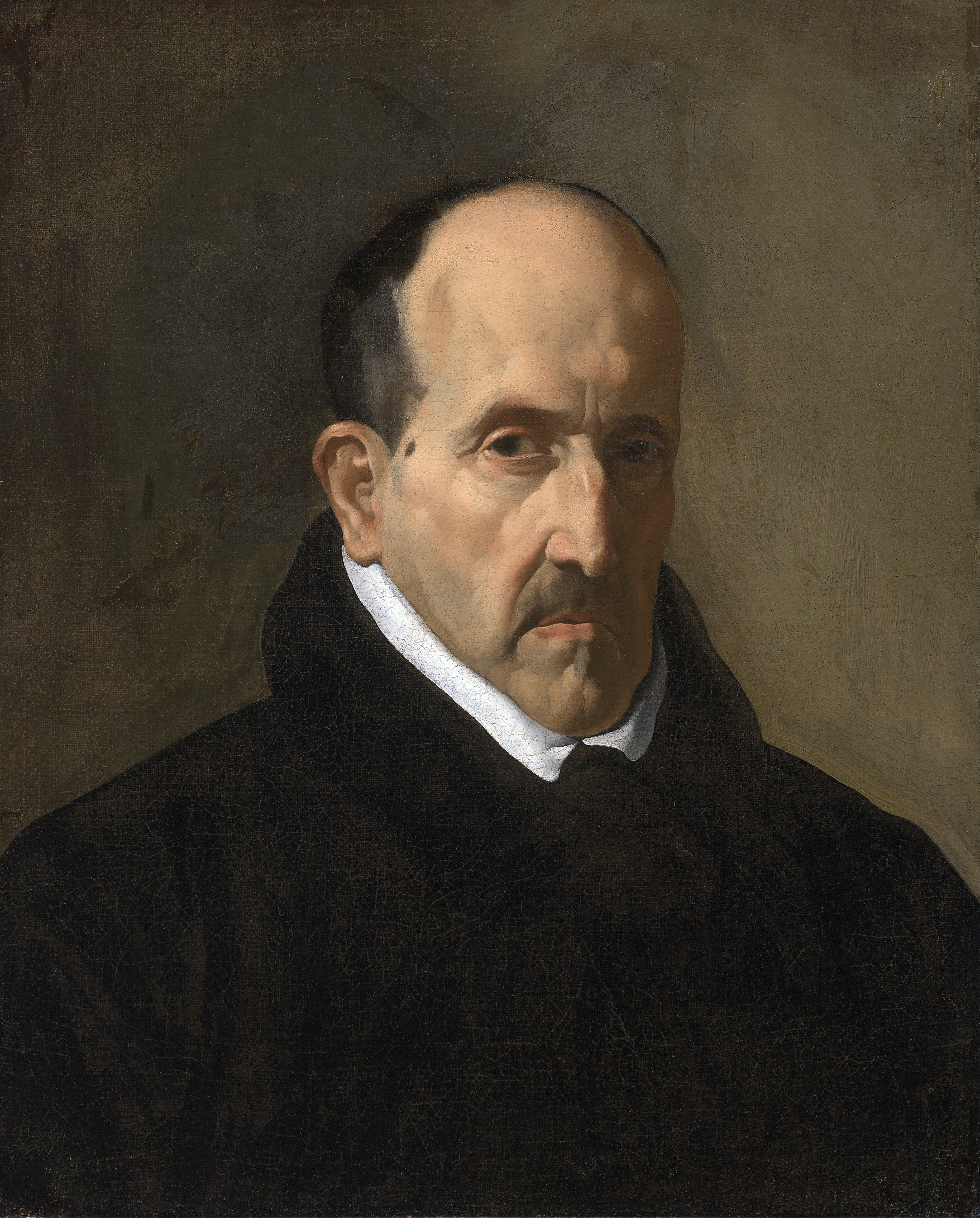
Góngora, concepteur du gongorisme.

Le gongorisme est un style littéraire inventé par le poète espagnol Góngora. Propre à la littérature baroque espagnole de la fin du XVIe au XVIIe siècle, il se caractérise par sa préciosité cultiste et ses recherches de style, abus d'images, métaphores, etc.
Les littératures de l’Europe furent marquées, à la fin du XVe siècle, par une généralisation de l’affectation, un style recherché, des pensées subtiles, le bel esprit et un style raffiné. L’Italie connut les concettis de Marini, l’Angleterre l’euphuisme de Lyly (voir aussi conceit), l’Espagne, le conceptisme de Ledesma et la France les pointes.
Ledesma avait imaginé le conceptisme : Góngora, de parti pris, et par ambition littéraire, abandonna la poésie sensée dans laquelle il s’était fait déjà une réputation enviable et donna avec son poème las Soledades (Solitudes) le signal d’une rupture complète entre la langue vulgaire et la langue poétique. Il inventa le style culto (estilo culto), style poli et civilisé selon lui, en triturant les mots sans se soucier de l’idée qu’ils représentaient, modifiant la signification ancienne des uns, attachant à d’autres un sens présumé profond, mais obscur, ce qui rendit finalement la langue opaque.
Góngora introduisit dans ses phrases les inversions grecque et latine, et, faisant parade d’un vain savoir, parsema ses écrits d’allusions mythologiques. Le tout, associé aux métaphores et aux boursouflures les plus recherchées, constitua le cultisme, nommé de préférence chez nous gongorisme.
Le poème las Soledades donne une idée de la seconde manière de Góngora : les oiseaux sont pour lui « des cloches de plumes sonores qui donnent le signal de l’aube au soleil, lorsque celui-ci, sur son carrosse, quitte le pavillon d’écume. » Une jeune fille, qui se lave le visage à une fontaine « réunit le cristal liquide au cristal de sa joue par le bel aqueduc de sa main. » Les bergères sont des roses vêtues : « Le printemps, chaussé d’avril et habillé de mai, voit arriver les roses vêtues qui chantent, entourées de guitares ailées ; à leur voix, le ruisseau fait de sa blanche écume autant d’oreilles qu’il y a de cailloux dans son lit. » Une nouvelle mariée est si belle qu’elle  « rendrait la Norvège torride avec ses deux soleils et l’Éthiopie blanche avec ses deux mains. » Góngora compare un ruisseau qui se précipite dans la mer à un papillon de cristal qui se noie étourdiment, et l’Océan devient alors un centaure moitié eau douce, moitié eau salée. Il dit d’une jeune et belle dame qu’elle a :
Muchos siglos de hermosura
En pocos años de edad.
L’élégante société espagnole adopta et conserva, pendant une grande partie du XVIIe siècle, ce langage du faux bel esprit, qui, malgré les attaques de Quevedo, le grand ennemi littéraire de Góngora, Lope de Vega et Calderon, parfois cultistes eux-mêmes sans le vouloir, fleurit avec Montalván et les nombreux disciples de Góngora.
Paravicino, prédicateur de la cour, introduisit le style culto dans l’éloquence, déjà altérée par le conceptisme de Ledesma, de la chaire.
Machado s’est montré très critique envers le défaut de substance tant du cultisme que du conceptisme, qu’il a caractérisé comme double expression d’une même indigence.

## Référence ironique
L'écrivain Jacques Perret, qui connaissait bien l'Amérique centrale inséra dans son roman picaresque Ernest Le Rebelle, dont fut tiré un film à succès, un personnage de poète et d'agitateur politique latino américain, insupportablement lyrique et verbeux. 
Le nom donné à ce personnage, Aurélio Vaca Gongora, n'a sans doute pas été choisi au hasard par l'amoureux des mots qu'était Perret.